# Иранский календарь
понедельник
4 августа
2025
13 Мордад
1404
[]

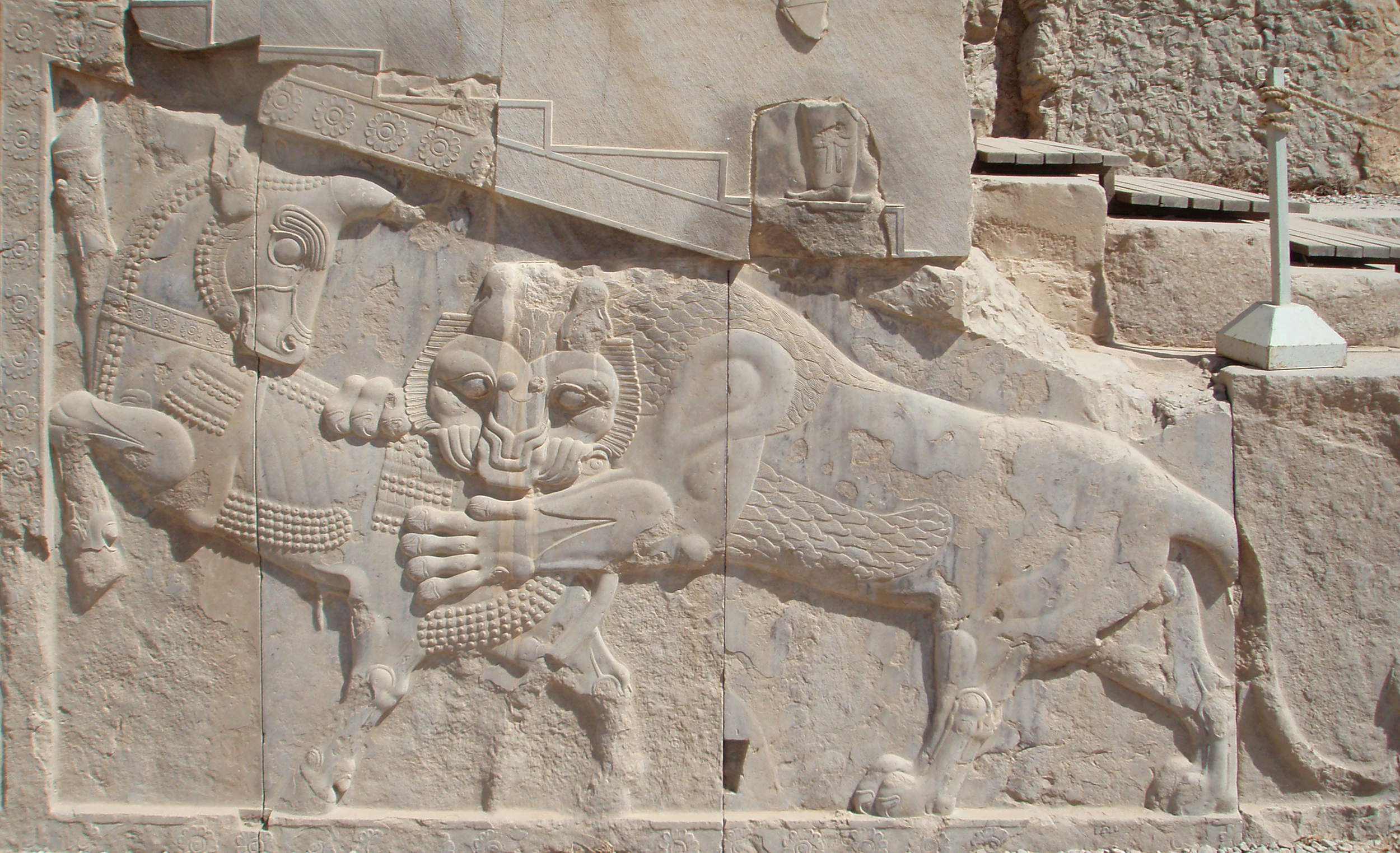
Барельеф в Персеполе — символ зороастрийского Навруза — в день весеннего равноденствия силы извечно борющихся быка, олицетворяющего Землю, и льва, олицетворяющего Солнце, равны

Иранский календарь или Солнечная хиджра (перс. تقویم هجری شمسی؛ سالنمای هجری  خورشیدی‎) — астрономический солнечный календарь, который используется в качестве официального календаря в Иране и Афганистане. Календарь был разработан группой из 8 астрономов под руководством Омара Хайяма, и с тех пор несколько раз уточнялся. Он ведёт летосчисление от хиджры (переселение пророка Мухаммеда из Мекки в Медину в 622 году), но основывается на солнечном (тропическом) годе, в отличие от классического исламского календаря, поэтому его месяцы всегда приходятся на одни и те же времена года. Начало года — день весеннего равноденствия (Навруз, праздник весны), который определяется по астрономическим наблюдениям на меридиане тегеранского времени (52.5°E или UTC+3:30).

## История

### Древнеперсидский календарь
Календарь древних иранцев, как и древнеиндийский календарь, предположительно состоял из шести сезонов, каждый из которых приблизительно соответствовал двум лунным месяцам. Древние персы, придя в соприкосновение с месопотамской культурой, синхронизировали свой календарь с вавилонским. Год начинался в районе весеннего равноденствия и состоял из 12 лунных синодических месяцев (по 29 или 30 дней), насчитывая таким образом около 354 дней. Для компенсации разницы с тропическим годом раз в шесть лет вставлялся тринадцатый месяц.

### Зороастрийский календарь
Предположительно в V в. до н. э. ахеменидская администрация ввела новый тип календаря — солнечный, устроенный по египетскому образцу с 12 месяцами по 30 дней, никак не связанными с фазами Луны и названными в честь почитаемых зороастрийских язатов. Как и в египетском календаре, к 360 дням прибавлялись эпагомены — 5 дополнительных дней. Чтобы приводить в соответствие такой календарь с тропическим годом в 365,2422 дней, каждые 120 лет (по другим данным 116 лет) вставлялись накапливающиеся 30 дней в виде дополнительного месяца. Именно этот календарь стал прообразом современного иранского календаря, а зороастрийские названия месяцев сохранились в нём до сих пор.
|          | Авестийское имя язата (в род.пад.) | Значение                            | Среднеперсидское название | Современное персидское название | Современное персидское название | Современное персидское название |
| Оригинал | Авестийское имя язата (в род.пад.) | Значение                            | Среднеперсидское название | Транскрипция                    |                                 |                                 |
| 1        | Frawašinąm                         | Фраваши                             | Frawardīn                 | فَروَردین                         | Farvardīn                       |                                 |
| 2        | Ašahe Vahištahe                    | Аша Вахишта (Наилучшая Истина)      | Ardwahišt                 | اُردیبِهِشت                        | Ordībehešt                      |                                 |
| 3        | Haurvatātō                         | Хаурватат (Целостность)             | Xordād                    | خُرداد                           | Xordād                          |                                 |
| 4        | Tištryehe                          | Тиштрия (Сириус)                    | Tīr                       | تیر                             | Tīr                             |                                 |
| 5        | Amərətatātō                        | Амеретат (Бессмертие)               | Amurdād                   | مُرداد                           | Mordād                          |                                 |
| 6        | Xšaθrahe Wairyehe                  | Хшатра Ваирья (Власть Желанная)     | Šahrewar                  | شَهریوَر                          | Šahrīvar                        |                                 |
| 7        | Miθrahe                            | Митра (договор)                     | Mihr                      | مِهر                             | Mehr                            |                                 |
| 8        | Apąm                               | Воды                                | Ābān                      | آبان                            | Ābān                            |                                 |
| 9        | Āθrō                               | Огонь                               | Ādur                      | آذَر                             | Āzar                            |                                 |
| 10       | Daθušō                             | Творец (то есть Ахура Мазда)        | Day                       | دی                              | Dey                             |                                 |
| 11       | Waŋhə̄uš Manaŋhō                    | Воху Мана (Благой Помысел)          | Wahman                    | بَهمَن                            | Bahman                          |                                 |
| 12       | Spəntayā̊ Ārmatōiš                  | Спента Армаити (Святое Благочестие) | Spandarmad                | اِسفَند                           | Esfand                          |                                 |

### Календарь Джалали
Мусульманские завоеватели, сокрушившие Сасанидский Иран, использовали завещанный Кораном исламский календарь, основанный на годе в 12 лунных месяцев без приведения в соответствие с солнечным годом и ведущий отсчёт годов от хиджры Мухаммада. Этот календарь использовался как официальный во всём исламском мире и сохраняет своё религиозное значение в Иране до сих пор. Между тем совершенная несогласованность его с природными сезонами и, следовательно, сельскохозяйственными циклами, весьма рано заставила мусульманских правителей использовать подобие сасанидского зороастрийского календаря (так называемый хараджи) с вставными 5 днями каждый год и одним месяцем раз в 120 лет для сбора хараджа с подвластного немусульманского населения.
В 1079 году в правление сельджукского султана Джалал ад-Дина Малик-шаха был принят официальный солнечный календарь, разработанный группой из 8 астрономов Исфахана во главе с Омаром Хайямом. Основным предназначением этого календаря была как можно более строгая привязка Новруза (то есть начала года) к весеннему равноденствию, понимаемому как вхождение солнца в созвездие Овна. Так, 1 фарвардина (Новруз) 468 солнечного года хиджры, в которое был принят календарь, соответствовало пятнице, 9 рамазана 471 лунного года хиджры и 19 фарвардина 448 года Йездигерда (15 марта 1079 г.). Для отличия от зороастрийского солнечного года, называемого qadīmī (перс. قديمى‎ — «древний») или fārsī (перс. فارسى‎ — «персидский»), новый календарь стали называть jalālī (перс. جلالی‎) или malekī (перс. ملکی‎) в честь самого Мелик-шаха. Так же и новый Новруз получил названия Nowrūz-e malekī, Nowrūz-e solṭānī или Nowrūz-e Ḥamal («Новруз Овна»).
Количество дней в месяцах календаря Джалали варьировало от сроков вступления солнца в тот или иной зодиакальный знак и могло колебаться от 29 до 32 дней. Изначально были предложены инновационные названия месяцев, а также дней каждого месяца по образцу зороастрийского календаря. Однако они не прижились и месяцы стали именоваться в общем случае именем соответствующего знака зодиака. В фарси эти имена представляют собой заимствования из арабского языка.
Несмотря на довольно точное соответствие природным сезонам, календарь Джалали требовал трудоёмких астрономических наблюдений и расчётов, а после смерти его покровителя Мелик-шаха в 1092 г. они фактически прекратились. Тем не менее при его создании была разработана общая формула расчёта високосных лет, в который добавлялся дополнительный 366-й день в году. В общем виде она заключается во вставке 8 високосных дней в 33 года: добавочный день вставляется семь раз через 4 года, в восьмой раз через 5 лет. Потому для государственных и хозяйственных нужд календарь Джалали долго служил в Иране и прилегающих странах.

### Двенадцатилетний животный цикл
В XIII в. Ближний Восток был завоёван монголами, принёсшими распространённый в зоне влияния китайской культуры двенадцатилетний цикл годов, называемых по животным. Монгольское нововведение приживалось не сразу и в конечном итоге животный цикл был инкорпорирован в существовавшую систему, где уже сосуществовали религиозный лунный исламский календарь и солнечный календарь Джалали, с существенными изменениями. Солнечный год Джалали, который полностью совпадал по времени начала с лунным, исключался из животного цикла.

## Современный календарь

### Реформы начала XX в.

#### В Иране
В 1911 году Меджлис (парламент) Каджарского Ирана официально утвердил государственный календарь, базирующийся на календаре Джалали с названиями месяцев в честь зодиакальных созвездий (точнее знаков) и именованием годов по двенадцатилетнему животному циклу. Он оставался в ходу до революции 1925 года.
После прихода к власти шаха Резы Пехлеви 11 фарвардина 1304 г. солн. х. (31 марта 1925 г.) парламент Ирана принимает новый календарь — Солнечную хиджру (перс. گاهشماری هجری خورشیدی یا هجری شمسی‎), в котором восстанавливались древние зороастрийские названия месяцев. Не в последнюю очередь принятию этих названий поспособствовал кандидат от зороастрийцев Кейхосров Шахрух, поддерживаемый группой иранских патриотов-мусульман. При этом двенадцатилетний животный цикл был официально запрещён, хотя ещё долго использовался в быту.
Новый календарь представляет собой упрощённый вариант Джалали. Первые шесть месяцев в нём состоят из 31 дня, следующие пять — из 30 дней, а последний — из 29 дней в обычные годы или 30 в високосные (перс. کبیسه‎). Бо́льшая продолжительность первой половины года соответствует более длинному периоду между весенним и осенним равноденствием. В целом вставка високосов в календаре следует 33-летнему циклу, иногда заменяемому на 29 и 37-летний.
24 эсфанда 1354 г. солн.х./14 марта 1975 года по инициативе шаха Мохаммеда Резы Пехлеви вместо эры хиджры была введена новая эра — шаханшахи (перс. شاهنشاهی‎) «царская» от предполагаемого года вступления на престол Кира Великого (559 г. до н. э.). 21 марта 1976 становилось первым днём 2535 года эры шаханшахи. Это нововведение вызвало неприятие у исламских священнослужителей и было в целом проигнорировано обществом. В 1978 году шах был вынужден вернуть эру хиджры.
Хотя революция 1979 г. проходила под знаменем исламизации и отказа от всего, связанного с наследием династии Пехлеви, после её свержения иранский календарь не был изменён и зороастрийские названия месяцев сохраняются до сих пор.

#### В Афганистане
В 1301 г. с.х./1922 г. по примеру Ирана в соседнем Афганистане, где до тех пор официально использовалась только лунная хиджра, был введён иранский солнечный календарь с зодиакальными названиями месяцев. При том на языке дари они, как и в Иране, называются арабскими названиями, а на язык пуштоу были переведены дословно.
Изначально, как и в календаре Джалали, число дней месяцев варьировало в зависимости от движения солнца по зодиаку (от 29 до 32). Только в 1336 / 1957 году была введена иранская система с постоянным числом дней в месяцах, но сами названия месяцев остались прежними.

### Названия месяцев
Иранский год начинается в день весеннего равноденствия, отмечаемое как Навруз — самый значительный народный праздник в Иране, Афганистане, также отмечаемый и во многих соседних странах, где однако приняты другие календари.
|     | Кол-во дней | Фарси в Иране | Фарси в Иране | Фарси в Иране | Курдские              | Курдские  | Дари в Афганистане | Дари в Афганистане | Пашто в Афганистане | Пашто в Афганистане | Соответствие в григорианском календаре (в невисокосный год) | Знак зодиака            |
| МФА | Кол-во дней | Оригинал      | Русский       | Латиница      | Сорани                | МФА       | Оригинал           | МФА                | Оригинал            |                     | Соответствие в григорианском календаре (в невисокосный год) | Знак зодиака            |
| 1   | 31          | færværdin     | فروردین       | Фарвардин     | Xakelêwe              | خاکەلێوە  | hamal              | حمل                | wrai                | ورى                 | 21 марта — 20 апреля                                        | Овен                    |
| 2   | 31          | ordiːbeheʃt   | اردیبهشت      | Ордибехешт    | Gullan (Banemer)      | گوڵان     | sawr               | ثور                | ɣwajai              | غویى                | 21 апреля — 21 мая                                          | Телец                   |
| 3   | 31          | xordɒːd       | خرداد         | Хордад        | Cozerdan              | جۆزەردان  | dʒawzɒ             | جوزا               | ɣbarɡolai           | غبرګولى             | 22 мая — 21 июня                                            | Близнецы                |
| 4   | 31          | tiːr          | تیر           | Тир           | Pûşper                | پووشپەڕ   | saratɒn            | سرطان              | t͡ʃunɡɑʂ             | چنګاښ               | 22 июня — 22 июля                                           | Рак                     |
| 5   | 31          | mordɒːd       | مرداد         | Мордад        | Gelawêj               | گەلاوێژ   | asad               | اسد                | zmarai              | زمرى                | 23 июля — 22 августа                                        | Лев                     |
| 6   | 31          | ʃæhriːvær     | شهریور        | Шахривар      | Xermanan              | خەرمانان  | sonbola            | سنبله              | waʐai               | وږى                 | 23 августа — 22 сентября                                    | Дева (букв. «колос»)    |
| 7   | 30          | mehr          | مهر           | Мехр          | Rezber                | ڕەزبەر    | mizɒn              | میزان              | təla                | تله                 | 23 сентября — 22 октября                                    | Весы                    |
| 8   | 30          | ɒːbɒn         | آبان          | Абан          | Xezellwer (Gelarêzan) | گەڵاڕێزان | 'aqrab             | عقرب               | laɻam               | لړم                 | 23 октября — 21 ноября                                      | Скорпион                |
| 9   | 30          | ɒːzær         | آذر           | Азар          | Sermawez              | سەرماوەز  | qaws               | قوس                | lindəi              | لیندۍ               | 22 ноября — 21 декабря                                      | Стрелец                 |
| 10  | 30          | dej           | دی            | Дей           | Befranbar             | بەفرانبار | dʒadi              | جدی                | marɣumai            | مرغومى              | 22 декабря — 20 января                                      | Козерог                 |
| 11  | 30          | bæhmæn        | بهمن          | Бахман        | Rêbendan              | ڕێبەندان  | dalvæ              | دلو                | salwɑɣə             | سلواغه              | 21 января — 19 февраля                                      | Водолей (букв. «ведро») |
| 12  | 29/30       | esfænd        | اسفند         | Эсфанд        | Reşeme                | ڕەشەمە    | hut                | حوت                | kab                 | كب                  | 20 февраля — 20 марта                                       | Рыбы                    |

### Сезоны
Год традиционно делится на четыре сезона по три месяца каждый:
- Весна (перс. بهار‎ [bæhɒr], пушту پسرلی‎ [psar’lai]): фарвардин, ордибехешт, хордад
- Лето (перс. تابستان‎ [tɒbestɒn], пушту دوبی‎ ['dobai]): тир, мордад, шахривар
- Осень (перс. پایز‎ [pɒjiz], пушту منی‎ ['mənai]): мехр, абан, азар
- Зима (перс. زمستان‎ [zemestɒn], пушту ژمی‎ ['ʒəmai]): дей, бахман, эсфанд

### Определение високосов
В иранском календаре високосным считается год, при делении числового значения которого на 33 остаток составляет 1, 5, 9, 13, 17, 22, 26 или 30; таким образом, в каждом 33-летнем периоде 8 високосных лет, и средняя продолжительность года составляет 365,(24) суток (365 дней 5ч 49м 5с), что даёт ошибку в 1 день за 4,5 тысячи лет. Иранский календарь в этом отношении точнее григорианского.

### Дни недели
Неделя иранского календаря начинается в субботу и заканчивается в пятницу — официальный выходной день.
- Суббота — Шанбэ (перс. شنبه‎);
- Воскресенье — Йекьшанбэ (перс. یکشنبه‎);
- Понедельник — Дошанбэ (перс. دوشنبه‎);
- Вторник — Сэшанбэ (перс. سه شنبه‎);
- Среда — Чахаршанбэ (перс. چهارشنبه‎);
- Четверг — Панджшанбэ (перс. پنجشنبه‎);
- Пятница — Джом’э (перс. جمعه‎) или Одинэ (перс. آدینه‎)

Названия дней с воскресенья по четверг представляют собой прибавление к имени субботы последовательного числительного: воскресенье — «один-суббота», понедельник — «два-суббота» и т. д. Название пятницы Джоме происходит от арабского слова «собрание» — имеется в виду традиционная пятничная коллективная молитва мусульман.

### Соответствие григорианскому календарю
Соответствие солнечной хиджры и григорианского календаря (високосные годы солнечной хиджры отмечены *):
| 33-летний цикл | Солнечный год хиджры | Григорианский год             | Солнечный год хиджры | Григорианский год             |
| -------------- | -------------------- | ----------------------------- | -------------------- | ----------------------------- |
| 1              | 1354*                | 21 марта 1975 – 20 марта 1976 | 1387*                | 20 марта 2008 – 20 марта 2009 |
| 2              | 1355                 | 21 марта 1976 – 20 марта 1977 | 1388                 | 21 марта 2009 – 20 марта 2010 |
| 3              | 1356                 | 21 марта 1977 – 20 марта 1978 | 1389                 | 21 марта 2010 – 20 марта 2011 |
| 4              | 1357                 | 21 марта 1978 – 20 марта 1979 | 1390                 | 21 марта 2011 – 19 марта 2012 |
| 5              | 1358*                | 21 марта 1979 – 20 марта 1980 | 1391*                | 20 марта 2012 – 20 марта 2013 |
| 6              | 1359                 | 21 марта 1980 – 20 марта 1981 | 1392                 | 21 марта 2013 – 20 марта 2014 |
| 7              | 1360                 | 21 марта 1981 – 20 марта 1982 | 1393                 | 21 марта 2014 – 20 марта 2015 |
| 8              | 1361                 | 21 марта 1982 – 20 марта 1983 | 1394                 | 21 марта 2015 – 19 марта 2016 |
| 9              | 1362*                | 21 марта 1983 – 20 марта 1984 | 1395*                | 20 марта 2016 – 20 марта 2017 |
| 10             | 1363                 | 21 марта 1984 – 20 марта 1985 | 1396                 | 21 марта 2017 – 20 марта 2018 |
| 11             | 1364                 | 21 марта 1985 – 20 марта 1986 | 1397                 | 21 марта 2018 – 20 марта 2019 |
| 12             | 1365                 | 21 марта 1986 – 20 марта 1987 | 1398                 | 21 марта 2019 – 19 марта 2020 |
| 13             | 1366*                | 21 марта 1987 – 20 марта 1988 | 1399*                | 20 марта 2020 – 20 марта 2021 |
| 14             | 1367                 | 21 марта 1988 – 20 марта 1989 | 1400                 | 21 марта 2021 – 20 марта 2022 |
| 15             | 1368                 | 21 марта 1989 – 20 марта 1990 | 1401                 | 21 марта 2022 – 20 марта 2023 |
| 16             | 1369                 | 21 марта 1990 – 20 марта 1991 | 1402                 | 21 марта 2023 – 19 марта 2024 |
| 17             | 1370*                | 21 марта 1991 – 20 марта 1992 | 1403*                | 20 марта 2024 – 20 марта 2025 |
| 18             | 1371                 | 21 марта 1992 – 20 марта 1993 | 1404                 | 21 марта 2025 – 20 марта 2026 |
| 19             | 1372                 | 21 марта 1993 – 20 марта 1994 | 1405                 | 21 марта 2026 – 20 марта 2027 |
| 20             | 1373                 | 21 марта 1994 – 20 марта 1995 | 1406                 | 21 марта 2027 – 19 марта 2028 |
| 21             | 1374                 | 21 марта 1995 – 19 марта 1996 | 1407                 | 20 марта 2028 – 19 марта 2029 |
| 22             | 1375*                | 20 марта 1996 – 20 марта 1997 | 1408*                | 20 марта 2029 – 20 марта 2030 |
| 23             | 1376                 | 21 марта 1997 – 20 марта 1998 | 1409                 | 21 марта 2030 – 20 марта 2031 |
| 24             | 1377                 | 21 марта 1998 – 20 марта 1999 | 1410                 | 21 марта 2031 – 19 марта 2032 |
| 25             | 1378                 | 21 марта 1999 – 19 марта 2000 | 1411                 | 20 марта 2032 – 19 марта 2033 |
| 26             | 1379*                | 20 марта 2000 – 20 марта 2001 | 1412*                | 20 марта 2033 – 20 марта 2034 |
| 27             | 1380                 | 21 марта 2001 – 20 марта 2002 | 1413                 | 21 марта 2034 – 20 марта 2035 |
| 28             | 1381                 | 21 марта 2002 – 20 марта 2003 | 1414                 | 21 марта 2035 – 19 марта 2036 |
| 29             | 1382                 | 21 марта 2003 – 19 марта 2004 | 1415                 | 20 марта 2036 – 19 марта 2037 |
| 30             | 1383*                | 20 марта 2004 – 20 марта 2005 | 1416*                | 20 марта 2037 – 20 марта 2038 |
| 31             | 1384                 | 21 марта 2005 – 20 марта 2006 | 1417                 | 21 марта 2038 – 20 марта 2039 |
| 32             | 1385                 | 21 марта 2006 – 20 марта 2007 | 1418                 | 21 марта 2039 – 19 марта 2040 |
| 33             | 1386                 | 21 марта 2007 – 19 марта 2008 | 1419                 | 20 марта 2040 – 19 марта 2041 |

### Некоторые даты
- 12 бахмана 1357 — 1 февраля 1979: Прибытие Хомейни в Иран;
- 12 фарвардина 1358 — 1 апреля 1979: Провозглашение Исламской республики в Иране;
- 12 мордада 1384 — 3 августа 2005: Вступление Ахмадинежада в должность президента.